# Felipe Portocarrero Carnero
Felipe Salomón Portocarrero Carnero (Huancabamba, 25 de diciembre de 1882 - Roma, 30 de agosto de 1950) fue un magistrado y diplomático peruano. Se desempeñó como Presidente de la Corte Suprema del Perú entre 1947 y 1948. Posteriormente fue nombrado Embajador del Perú ante la Santa Sede, cargo que ejerció hasta su fallecimiento.

## Biografía
Felipe Portocarrero Carnero nació en la ciudad de Huancambamba (Piura), el 25 de diciembre de 1882. Sus padres fueron Felipe S. Portocarrero y Genara Carnero Adrianzén. En el año de 1911 contrajo matrimonio con Elvira Olave Manzanares con quien tuvo 9 hijos. A lo largo de su carrera judicial desempeñó diversos puestos en el norte del país y posteriormente en Lima. En 1947, fue elegido presidente de la Corte Suprema de Justicia; cargo que ejerció hasta fin del siguiente año. Posteriormente, como una forma de agradecer los valiosos servicios prestados a la nación, es nombrado Embajador del Perú ante la Santa Sede por el presidente Manuel Odría Amoretti. Durante este período, realizó valiosas gestiones para lograr la canonización de San Martín de Porres. Falleció en Roma, el 30 de agosto de 1950, mientras ejercía sus funciones diplomáticas. Sus restos descansan en el Cementerio Presbítero Maestro.